# Lauchhammer – Tod in der Lausitz
Lauchhammer – Tod in der Lausitz ist eine deutsche Kriminalserie, die vom Mitteldeutschen Rundfunk, Rundfunk Berlin-Brandenburg, ARD Degeto, ARTE und der Moovie für Das Erste produziert und 2022 veröffentlicht wurde.

## Handlung
Maik Briegand ist in Lauchhammer aufgewachsen. Er ist – wie es auch sein Vater Karl und sein Bruder Ronny waren – Polizist und hat einst im Polizeirevier von Lauchhammer begonnen zu arbeiten, den Ort jedoch noch zu DDR-Zeiten verlassen. Inzwischen arbeitet er für das Landeskriminalamt und kehrt aufgrund eines Mordfalls in die Lausitz zurück. Gemeinsam mit seiner Kollegin Annalena Gottknecht untersucht er die Ermordung von Ramona Schinschke. Während zunächst alle Spuren auf ein Sexualdelikt hindeuten, decken die Ermittler nach und nach fatale familiäre Verhältnisse und Strukturen des Rauschgifthandels auf. Dabei gerät auch Florian Langendorff, der neue Lebenspartner von Briegands Ex-Frau Daniela, ins Visier der Ermittlungen, wie auch Briegands ehemaliger bester Freund Oliver Bartko, der inzwischen obdachlos ist.
Briegand selbst wird im Laufe der Episoden mit seiner eigenen Vergangenheit konfrontiert: Vor 30 Jahren war seine Jugendliebe unter mysteriösen Umständen ums Leben gekommen. Briegands Vater Karl hatte damals in dem Fall ermittelt, musste ihn jedoch an eine Spezialkommission der Staatssicherheit abgeben, die den Fall als Unfall zu den Akten legte. Die Erkenntnisse der aktuellen Ermittlungen wecken bei Karl Briegand jedoch Erinnerungen an diesen alten Fall. Schlussendlich stößt Annalena Gottknecht bei ihren eigenen Nachforschungen auf weitere ungelöste Mordfälle in der Region, die nach dem gleichen Muster abliefen: Es stellt sich heraus, dass ein Serienmörder sein Unwesen treibt, dessen erstes Opfer Briegands Jugendliebe war. Briegand, der inzwischen eigentlich vom Fall abgezogen und nach einem gewalttätigen Übergriff gegenüber einem Drogendealer vom Dienst suspendiert ist, offenbart seiner Kollegin Gottknecht sein Trauma aus Jugendtagen an. Für die beiden Kommissare beginnt ein Wettlauf gegen die Zeit, denn der Täter Martin Jaschke – ein ehemaliger Klassenkamerad von Briegand – hat dessen Tochter in seiner Gewalt.

## Episoden
| Nr. | Originaltitel             | Erstausstrahlung D |
| --- | ------------------------- | ------------------ |
| 1   | Tückische Erde            | 8. Sep. 2022       |
| 2   | Ins Dunkle                | 8. Sep. 2022       |
| 3   | Neue Herren               | 8. Sep. 2022       |
| 4   | Leere Hände, leere Herzen | 15. Sep. 2022      |
| 5   | Seilschaften              | 15. Sep. 2022      |
| 6   | Wie sie uns ansehen       | 15. Sep. 2022      |

## Rezeption

### Auszeichnungen
Deutscher Fernsehpreis 2023
- Nominierung in der Kategorie Bester Mehrteiler
- Nominierung in der Kategorie Beste Kamera Fiktion für Felix Novo de Oliveira

DAfFNE 2023
- Nominierung in der Kategorie Produzent:in für Heike Voßler und Kathrin Bullemer
- Nominierung in der Kategorie Bildgestaltung für Felix Novo de Oliveira

### Kritiken
Tilmann P. Gangloff lobte Lauchhammer – Tod in der Lausitz als „herausragend gute Krimiserie“, die sowohl den mysteriösen Mordfall, als auch die Vergangenheit der Hauptfigur und den strukturellen und kulturellen Wandel der Lausitz mit einem exzellent zusammengestellten Ensemble und die ausgezeichneter Bildgestaltung thematisiere.
Auch Holger Gertz lobte in der Süddeutschen Zeitung das „Ensemble und eine Erzählqualität, die meilenweit über der üblichen Krimiware angesiedelt“, merkte aber auch an, dass die Serie „manchmal auch deutlich zu viel [Stoff verarbeite], […] aber trotzdem gut zusammengehalten“ werde.
Lauchhammers Bürgermeister Mirko Buhr wies auf die Fiktionalität der Serie hin, die keine Dokumentation über das reale Lauchhammer sei. Die Produzenten hätten ihm zuerst versichert, die Serie würde anders heißen. Der Regisseur Tom Müller kritisierte in der Frankfurter Allgemeinen Zeitung die Darstellung Ostdeutschlands durch die von westdeutschen Regisseuren gedrehte Serie.